# .dz
dz. هو نطاق إنترنت من صِنف مستوى النطاقات العُليا في ترميز الدول والمناطق، للمواقع التي تنتمي لدولة الجزائر.

## مجالات المستوى الثاني
التسجيلات مأخوذة مباشرة في المستوى الثاني، أو في المستوى الثالث تحت هذه الأسماء:
- .com.dz : مؤسسات تجارية
- .org.dz : منظمات
- .net.dz : مزودو خدمات الإنترنت
- .gov.dz : حكومة
- .edu.dz : المؤسسات الأكاديمية أو العلمية
- .asso.dz : جمعيات
- .pol.dz : النظم السياسية
- .art.dz : ثقافة وفنون

## وصلات خارجية
- IANA.dz من هو
- NIC.DZ